# Distrito electoral de Murrayville (Illinois)
Murrayville (en inglés: Murrayville Precinct) es un distrito electoral ubicado en el condado de Morgan en el estado estadounidense de Illinois. En el Censo de 2010 tenía una población de 1038 habitantes y una densidad poblacional de 11,3 personas por km².

## Geografía
Según la Oficina del Censo de los Estados Unidos, tiene una superficie total de 91.87 km², de la cual 91.76 km² corresponden a tierra firme y (0.12%) 0.11 km² es agua.

## Demografía
Según el censo de 2010, había 1038 personas residiendo en Murrayville. La densidad de población era de 11,3 hab./km². De los 1038 habitantes, Murrayville estaba compuesto por el 98.46% blancos, el 0.29% eran afroamericanos, el 0.29% eran amerindios, el 0.19% eran asiáticos, el 0% eran isleños del Pacífico, el 0.19% eran de otras razas y el 0.58% pertenecían a dos o más razas. Del total de la población el 0.87% eran hispanos o latinos de cualquier raza.